# Achada de Baixo
Achada de Baixo é um sítio povoado e muito pitoresco da freguesia de Gaula, concelho de Santa Cruz, Ilha da Madeira. Aqui está instalada uma escola de instrução primária. Este sítio, conjuntamente com o da Achada de Cima, forma a chamada Achada de Gaula.